# برايحنا (مسلسل)
برايحنا هو مسلسل بحريني تاريخي عرض عام 2013م من تأليف راشد الجودر وإخراج جمعان الرويعي

## القصة
تدور أحداث المسلسل حول مجموعة من الحلقات المنفصلة والتي تتطرق إلى الأحداث والمشاكل الاجتماعية والاقتصادية والسياسية التي كانت تجري في البحرين في القرون الماضية.